# Сирена (телесериал)
«Сире́на» (англ. Siren) — американский драматическо-фантастический телесериал. Первый сезон телесериала, состоящий из десяти эпизодов, стартовал 29 марта 2018 года на телеканале Freeform.
15 мая 2018 года сериал был продлён на второй сезон из 16 эпизодов. 14 мая 2019 года сериал был продлён на третий сезон.. В августе 2020 года сериал был закрыт после трёх сезонов.

## Сюжет
По легендам, возле прибрежного города Бристоль-Коув когда-то жили русалки. Однажды здесь появляется таинственная голубоглазая девушка. Кому-то встреча с ней принесёт смерть, а для кого-то она приоткроет старые тайны безобидного, на первый взгляд, провинциального города...

## В ролях

### Основной состав
- Алекс Роу[англ.] — Бен Поунелл[6]
- Элайн Пауэлл[англ.] — Рин / Сирена / Русалка[7]
- Иэн Вердён — Ксандр Макклюр[8]
- Рина Оуэн — Хелен Хокинс[7]
- Фола Эванс-Акингбола — Мэдди Бишоп[6]
- Сибонгиле Мламбо[англ.] — Донна / Русалка[9]

### Второстепенный состав
- Чад Рук — Крис Мюллер[10]
- Кёртис Лум — Кэлвин Ли
- Рон Юан[англ.] — учёный Алдон Декер
- Гил Бирмингем — шериф Дэйл Бишоп
- Тэмми Джайлс — помощник шерифа Марисса Стауб
- Энтони Харрисон — адмирал Харрисон
- Майкл Роджерс — коммандер Дэвид Кайл
- Айла Маризольф — Катрина[11]
- Седэйл Треатт-мл. — Ливай[11]
- Брендан Флетчер — Рик Марздан

## Производство
Сериал, имевший на тот момент название «Глубина» (англ. The Deep), был заказан 19 апреля 2017 года.

## Список эпизодов
| Сезон | Сезон | Эпизоды | Оригинальная дата показа | Оригинальная дата показа |
| Сезон | Сезон | Эпизоды | Премьера сезона          | Финал сезона             |
| ----- | ----- | ------- | ------------------------ | ------------------------ |
|       | 1     | 10      | 29 марта 2018            | 24 мая 2018              |
|       | 2     | 16      | 24 января 2019           | 1 августа 2019           |
|       | 3     | 10      | 2 апреля 2020            | 28 мая 2020              |

### Сезон 1 (2018)
| № общий | № в сезоне | Название                                                   | Режиссёр           | Автор сценария                                        | Дата премьеры  | Зрители США (млн) |
| --- | ---------- | ---------------------------------------------------------- | ------------------ | ----------------------------------------------------- | -------------- | ----------------- |
| 1 | 1          | «Пилот» «Pilot»                                            | Эмили Уайтсэлл     | Сюжет : Эрик Уолд и Дин Уайт Телесценарий : Эрик Уолд | 29 марта 2018  | 0,87              |
| Прибрежный город Бристоль-Коув, когда-то известный как дом русалок, перевернулся с ног на голову с появлением таинственной девушки.                                                                                    |            |                                                            |                    |                                                       |                |                   |
| 2 | 2          | «Наживка» «The Lure»                                       | Ник Копус          | Эрик Уолд                                             | 29 марта 2018  | 0,87              |
| Бен и команда "Северной Звезды" обнаруживают устройство, испускающее странный звук; Рин находит убежище в доме местного знатока фольклора.                                                                             |            |                                                            |                    |                                                       |                |                   |
| 3 | 3          | «Интервью с русалкой» «Interview With A Mermaid»           | Джей Карас         | Эмили Уайтселл                                        | 5 апреля 2018  | 0,62              |
| Расследование Дейла и местной полиции прямо указывает на Рин; поиски Криса Ксандером и Кэлвином становятся очень опасными.                                                                                             |            |                                                            |                    |                                                       |                |                   |
| 4 | 4          | «На дороге» «On The Road»                                  | Стивен А. Адэльсон | Элли Тридман                                          | 12 апреля 2018 | 0,68              |
| Когда на базе военных начинается тревога, Крису удается сбежать. И делает он это не один. |            |                                                            |                    |                                                       |                |                   |
| 5 | 5          | «Проклятие голодающего вида» «Curse Of The Starving Class» | Джон Бэдэм         | Майкл Гэнс и Ричард Реджистэр                         | 19 апреля 2018 | 0,69              |
| Бен начинает расследование в связи с подозрительным снятием ограничений на вылов рыбы рядом с Бристоль-Коув. Декер бросает свои силы на поиски сбежавшей русалки и демонстрирует настоящую мощь своего влияния.        |            |                                                            |                    |                                                       |                |                   |
| 6 | 6          | «Карты раскрыты» «Showdown»                                | Марта Кулидж       | Холли Брикс                                           | 26 апреля 2018 | 0,59              |
| Когда Бен и Мэдди посещают благотворительный раут, организованный матерью Бена, объявляется нежданный гость и предлагает прекратить бесконтрольный вылов рыбы, лишающий русалок и всех других морских обитателей пищи. |            |                                                            |                    |                                                       |                |                   |
| 7 | 7          | «Погибший в море» «Dead In The Water»                      | Ник Копус          | Иэн Соубэл и Мэтт Морган                              | 3 мая 2018     | 0,51              |
| Рин взяли полицейские - у них есть масса вопросов к ней. Бен и Ксандер возвращаются обратно в открытое море, чтобы разыскать ответы, однако встречают там только незваного гостя.                                      |            |                                                            |                    |                                                       |                |                   |
| 8 | 8          | «Быть человеком» «Being Human»                             | Аманда Таппинг     | Лиз Макки                                             | 10 мая 2018    | 0,50              |
| Бристоль-Коув скорбит от утраты, что заставляет Рин испытать новые человеческие эмоции. |            |                                                            |                    |                                                       |                |                   |
| 9 | 9          | «Уличный бой» «Street Fight»                               | Джо Мэнэндез       | Зак Айерс                                             | 17 мая 2018    | 0,62              |
| Донна и два члена ее колонии прибывают на побережье и начинают сеять в городе хаос. |            |                                                            |                    |                                                       |                |                   |
| 10 | 10         | «Последствия» «Aftermath»                                  | Ник Копус          | Эрик Уолд и Эмили Уайтсэлл                            | 24 мая 2018    | 0,66              |
| Волшебная песнь сирен оказывает сильное влияние на Бена и Декера. Дейлу придется ответить за рост преступности в Бристоль-Коув                                                                                         |            |                                                            |                    |                                                       |                |                   |

### Сезон 2 (2019)
| № общий | № в сезоне | Название                                       | Режиссёр           | Автор сценария                                  | Дата премьеры   | Зрители США (млн) |
| ------- | ---------- | ---------------------------------------------- | ------------------ | ----------------------------------------------- | --------------- | ----------------- |
| 11      | 1          | «Прибытие» «The Arrival»                       | Мэтт Гастингс      | Эмили Уайтселл                                  | 24 января 2019  | 0.71              |
| 12      | 2          | «Волк у двери» «The Wolf At The Door»          | Аманда Роу         | Эрик Уолд                                       | 31 января 2019  | 0.53              |
| 13      | 3          | «Естественный порядок» «Natural Order»         | Джо Менендез       | Хэзер Томасон                                   | 7 февраля 2019  | 0.42              |
| 14      | 4          | «Нефть и вода» «Oil And Water»                 | Джон Бэдэм         | Йэн Соубэл и Мэтт Морган                        | 14 февраля 2019 | 0.52              |
| 15      | 5          | «Первобытные инстинкты» «Primal Instincts»     | Эллен С. Прэссман  | Лиз Макки                                       | 21 февраля 2019 | 0.50              |
| 16      | 6          | «Сигнал бедствия» «Distress Call»              | Дэвид Гроссман     | Майкл Гэнс и Ричард Реджистэр                   | 28 февраля 2019 | 0.41              |
| 17      | 7          | «Западня» «Entrapment»                         | Аманда Роу         | Зоуи Грин                                       | 7 марта 2019    | 0.44              |
| 18      | 8          | «Влияние» «Leverage»                           | Джо Мэнэндез       | Эрик Уолд                                       | 14 марта 2019   | 0.51              |
| 19      | 9          | «"Северной Звезды" больше нет» «No North Star» | Джефф Шотц         | Сара Уайз                                       | 13 июня 2019    | 0.56              |
| 20      | 10         | «Ставки сделаны» «All In»                      | Дэвид Соломон      | Хэзер Томасон                                   | 20 июня 2019    | 0.43              |
| 21      | 11         | «Противоречивые сигналы» «Mixed Signals»       | Бэн Брэй           | Йэн Соубэл и Мэтт Морган                        | 27 июня 2019    | 0.39              |
| 22      | 12         | «Безмятежность» «Serenity»                     | Стивен А. Адэльсон | Элиас Бенавидэс                                 | 27 июня 2019    | 0.37              |
| 23      | 13         | «Аванпост» «The Outpost»                       | Аманда Таппинг     | Коул Фаулер                                     | 11 июля 2019    | 0.42              |
| 24      | 14         | «Последняя русалка» «The Last Mermaid»         | Барбара Браун      | Майкл Гэнс и Ричард Реджистэр                   | 18 июля 2019    | 0.41              |
| 25      | 15         | «Жертва» «Sacrifice»                           | Рэйчел Леттерман   | Лиз Макки                                       | 25 июля 2019    | 0.53              |
| 26      | 16         | «Новый мировой порядок» «New World Order»      | Ник Копус          | Телесценарий : Эмили Уайтсэлл Сюжет : Эрик Уолд | 1 августа 2019  | 0.44              |

### Сезон 3 (2020)
| № общий | № в сезоне | Название                                             | Режиссёр     | Автор сценария       | Дата премьеры  | Произв. код | Зрители в США (млн) |
| --- | ---------- | ---------------------------------------------------- | ------------ | -------------------- | -------------- | ----------- | ------------------- |
| 27 | 1          | «Borders» «Границы»                                  | Джо Менендес | Эрик Уолд            | 2 апреля 2020  | 301         | 0.51                |
| В то время, как старая подруга навещает Хелен, появляется новая русалка, заставляя Рин обдумывать их мотивы; Мэдди узнает правду о смерти Йена; Бен борется за лечение своей матери; Ксандер решается брать на себя больше ответственности.        |            |                                                      |              |                      |                |             |                     |
| 28 | 2          | «Revelations» «Откровения»                           | Ник Копус    | Эмили Уайтселл       | 2 апреля 2020  | 302         | 0.40                |
| Когда в Бристоль-Коув обнаруживается еще одна загадочная смерть, Рин подозревает Тию; Мэдди подружилась с новым знакомым в Сиэтле; Хелен предупреждает гибридов о беде; Ксандер начинает тренировку; Тед возвращается к прошлому.                  |            |                                                      |              |                      |                |             |                     |
| 29 | 3          | «Survivor» «Выживший»                                | Неизвестно   | Неизвестно           | 9 апреля 2020  | 303         | 0.42                |
| Рин узнает секрет о существовании своего нерожденного ребенка. Бен встаёт на опасный путь, чтобы помочь своей маме. Ксандер пытается стать успешным на новой работе. Хелен консультируется с Элизой, чтобы помочь связаться с Сержем.              |            |                                                      |              |                      |                |             |                     |
| 30 | 4          | «Life and Death» «Жизнь и смерть»                    | Джо Мендез   | Эрик Вальд, Дин Уайт | 16 апреля 2020 | 304         | 0.37                |
| Бен и Мэдди помогают Рин встретиться с суррогатной матерью, хотя это угрожает их жизни. Хелен и Ксандер доставляют Бет на Ранчо труп гибрида. |            |                                                      |              |                      |                |             |                     |
| 31 | 5          | «Mommy and Me» «Мамочка и я»                         | Неизвестно   | Неизвестно           | 23 апреля 2020 | 305         | 0.42                |
| Рин возвращается на землю, чтобы попробовать стать человеческой матерью. Мэдди и Робб сталкиваются с ужасным открытием. Бен испытывает таинственные побочные эффекты.                                                                              |            |                                                      |              |                      |                |             |                     |
| 32 | 6          | «The Island» «Остров»                                | Неизвестно   | Неизвестно           | 30 апреля 2020 | 306         | 0.34                |
| Рин обнаруживает убежище раненых русалок, которые избежали насильственного захвата Тией. Бен и Ксандер попадают в бой с воинами Тии. Мэдди рассказывает Роббу полуправду, чтобы защитить его. Тед исследует свою родословную.                      |            |                                                      |              |                      |                |             |                     |
| 33 | 7          | «Northern Exposure» «Северный контакт»               | Неизвестно   | Неизвестно           | 7 мая 2020     | 307         | 0.41                |
| Рин, Бен и Мэдди должны найти новых союзников в борьбе против Тии. В поисках ответов Хелен встречает дух Донны. Тиа получает опасное оружие, которое она планирует использовать в своей войне. Ксандер пытается помириться с Энни.                 |            |                                                      |              |                      |                |             |                     |
| 34 | 8          | «Til Death Do Us Part» «Пока смерть не разлучит нас» | Неизвестно   | Неизвестно           | 14 мая 2020    | 308         | 0.42                |
| Рин, Бен и Мэдди должны защитить Бристоль-Коув от армии Тии. Инъекции Бена дают неожиданные результаты, которые тревожат и его, и других. Ксандер блестяще справляется с мужскими обязанностями на свадьбе Келвина, одновременно помогая Хелен.    |            |                                                      |              |                      |                |             |                     |
| 35 | 9          | «A Voice in the Dark» «Голос во тьме»                | Неизвестно   | Неизвестно           | 21 мая 2020    | 309         | 0.43                |
| Тиа развязывает войну против людей в Бристоль-Коув. Рин, Бен и Мэдди борются со временем, чтобы найти лекарство от загадочной болезни Ксандера в ожидании следующего шага Тии. Малышка Хоуп возвращается на землю, чтобы восстановить связь с Рин. |            |                                                      |              |                      |                |             |                     |
| 36 | 10         | «The Toll of the Sea» «Плата за море»                | Неизвестно   | Неизвестно           | 28 мая 2020    | 310         | 0.37                |
| Стремясь спасти Хоуп, Рин и Бен противостоят Тии в подводной битве между племенами русалок. Мэдди и Робб пытаются найти лекарство от болезни Ксандера. Хелен и гибриды помогают восстановить порядок. Тед пытается принять реальность Бена.        |            |                                                      |              |                      |                |             |                     |